# Lilla Rensjön
Lilla Rensjön är en sjö i Älvdalens kommun i Dalarna och ingår i Dalälvens huvudavrinningsområde. Sjön har en area på 0,149 kvadratkilometer och ligger 734,8 meter över havet. Sjön avvattnas av vattendraget Rensjöbrunnan.

## Delavrinningsområde
Lilla Rensjön ingår i det delavrinningsområde (684630-132371) som SMHI kallar för Utloppet av Lilla Rensjön. Medelhöjden är 771 meter över havet och ytan är 2,49 kvadratkilometer. Det finns inga avrinningsområden uppströms utan avrinningsområdet är högsta punkten. Rensjöbrunnan som avvattnar avrinningsområdet har biflödesordning 5, vilket innebär att vattnet flödar genom totalt 5 vattendrag innan det når havet efter 541 kilometer. Avrinningsområdet består mestadels av skog (87 procent). Avrinningsområdet har 0,15 kvadratkilometer vattenytor vilket ger det en sjöprocent på 5,9 procent.